# Alfa (film)
Az Alfa (eredeti cím: Alpha) 2018-ban bemutatott amerikai történelmi kalandfilm, melyet Albert Hughes rendezett. A forgatókönyvet Hughes ötlete alapján Daniele Sebastian Wiedenhaupt írta. A film főszereplője Kodi Smit-McPhee, mint fiatal vadász, aki az utolsó jégkorszakban találkozik és megbarátkozik egy sérült farkassal. Az Alfa farkast Chuck, egy csehszlovák farkaskutya játssza.
A film forgatása 2016 februárjában kezdődött Kanadában, és áprilisig tartott.
A bemutatót többször elhalasztották, mielőtt a Sony Pictures Releasing 2018. augusztus 17-én forgalmazni kezdte volna az Amerikai Egyesült Államokban. Magyarországon 2018. augusztus 23-án mutatta be az InterCom Zrt.
A projekt általánosságban pozitív értékeléseket kapott a kritikusoktól, akik dicsérték az alakításokat és az operatőrök munkáját. Bevételi szempontból kedvezően teljesített, ugyanis az 51 millió dolláros költségvetésével szemben több mint 99 milliót tudott gyűjteni.

## Cselekmény
20 ezer évvel ezelőtt, az utolsó jégkorszakban, egy Keda nevű fiatalember a törzsével együtt először indul bölényvadászatra. Az egyik bölény menekülése közben Keda súlyosan megsérül, leesik egy szikláról. A törzs tévesen azt hiszi, hogy meghalt, ezért nem keresik. Amikor magához tér, Kedának túl kell élnie a vadonban. Megtámadja egy farkasfalka és közülük megsebesít egyet, de nem tudja magát rávenni, hogy végezzen vele.
Az eszméletlen farkast egy barlangba viszi, ahol gondoskodik róla, ételt és vizet ad neki. Lassan a farkas barátként tekint rá, és a két fél szoros köteléket köt egymással, miközben küzdenek a túlélésért a kemény tél során.

## Szereplők
| Szerep   | Színész                               | Magyar hang        |
| -------- | ------------------------------------- | ------------------ |
| Keda     | Kodi Smit-McPhee                      | N/A                |
| Tau      | Jóhannes Haukur Jóhannesson           | Gémes Antos        |
| Szigma   | Marcin Kowalczyk                      | Ember Márk         |
| Ró       | Natassia Malthe                       | Kisfalvi Krisztina |
| Sámán    | Leonor Varela                         | N/A                |
| Xi       | Jens Hultén                           | Sarádi Zsolt       |
| Nu       | Mercedes de la Zerda                  | N/A                |
| Kappa    | Spencer Bogaert                       | N/A                |
| Alfa     | Chuck                                 | –                  |
| narrátor | Morgan Freeman (vágatlan változatban) |                    |